# Sinfonia n. 3 (Haydn)
La Sinfonia n. 3 in Sol maggiore, Hoboken I/3, di Joseph Haydn si pensa sia stata composta tra il 1760 ed il 1762.
È stata composta per un'orchestra di 2 oboi, fagotto, 2 corni, archi e basso continuo. È una delle più giovani sinfonie ad avere quattro movimenti:
1. Allegro, 3/4
2. Andante moderato in Sol minore, 2/4
3. Minuetto e Trio, 3/4
4. Allegro

Gli ottoni sono stati omessi nel secondo movimento, ma il Trio del Minuetto mostra la prima comparsa degli ottoni dal loro precedente ruolo... nei primi divertimenti per ottoni ed archi.
Il Minuetto stesso è un canone tra le voci alte e basse a distanza di una sola battuta. Haydn, in seguito, avrebbe scritto un canone simile nel minuetto della sua  Sinfonia n. 23 e canoni simili saranno in seguito scritti nei minuetti in Sol maggiore da Michael Haydn e Mozart. Più tardi, Haydn svilupperà questa tecnica nei Canoni in Diapason del minuetto della sua Sinfonia n. 44 e dei Minuetti Witches del suo Quartetto per archi in Re minore, Op. 76.
Il Finale è anche un contrappunto. È una fuga a due soggetti che integra elementi di una sonata.